# Maja Wolny
Maja Wolny (ur. 1976 w Kielcach) – polska pisarka, autorka powieści, reportaży, sztuk teatralnych, kuratorka wystaw.

## Życiorys
Doktor nauk humanistycznych, filolog polska. Pracę doktorską Język sukcesu we współczesnej polskiej komunikacji publicznej pod kierunkiem Jerzego Bralczyka obroniła na Wydziale Dziennikarstwa i Nauk Politycznych Uniwersytetu Warszawskiego w 2003. Była stypendystką Stowarzyszenia Naukowego Collegium Invisibile. W latach 1998–2002 dziennikarka Polityki. W dziale kultury tego tygodnika stworzyła wraz ze Zdzisławem Pietrasikiem rubrykę recenzencką “Wieczne pióra”, współpracując m.in. z Jerzym Pilchem i Ryszardem Kapuścińskim. Z dziennikarzem “Polityki”, Piotrem Sarzyńskim, napisała książkę Kronika śmierci przedwczesnych (Iskry, 2000), będącą zbiorem esejów o polskich artystach XX wieku, którzy zmarli, zanim osiągnęli dojrzałość. Podczas Targów Książki we Frankfurcie w 2000, kiedy Polska była gościem honorowym imprezy, pomogła belgijskiej gazecie “De Morgen” w przeprowadzeniu wywiadu z Ryszardem Kapuścińskim. W ten sposób poznała swojego przyszłego męża, belgijskiego dziennikarza, Marca Peirsa.
Przez wiele lat mieszkała w Belgii, gdzie prowadziła Centrum Wschodnioeuropejskie Post Viadrina. W latach 2010–2015 była dyrektorem belgijskiego muzeum NAVIGO, gdzie zrealizowała liczne wystawy poświęcone związkom kultury, literatury i morza. Rozgłos przyniosła jej szczególnie kontrowersyjna „Zeerotica” („Erotyka morza”) z 2011 roku. Wydarzenie zostało dostrzeżone przez brytyjskiego reżysera Petera Greenawaya, który wspólnie z żoną Saskią Boddeke, stworzył w 2013 roku nawiązującą do pomysłu Wolny wystawę: „Sex &The Sea” w Muzeum Morskim w Rotterdamie. W latach 2015–2016 pisywała felietony dla najważniejszego flamandzkiego serwisu internetowego VRT. Od 2023 wykłada na wydziale Media i dziennikarstwo w WSPiA w Lublinie.
Dla prozatorskiej twórczości Wolny przełomowa okazała się powieść Czarne liście, w której przedstawione są losy polsko-żydowskiej fotografki Julii Pirotte oraz problematyka pogromu kieleckiego. Powieść została uznana przez belgijską gazetę De Standaard za jedną z najlepszych książek 2017 roku.
Po wydaniu Czarnych liści Maja Wolny zamieszkała na stałe w Polsce, w Kazimierzu Dolnym, gdzie angażuje się w życie kulturalne i społeczne, m.in. w pamięć o żydowskiej przeszłości miasta oraz działania ekologiczne. Jest pomysłodawczynią i kuratorką kazimierskiego festiwalu literackiego „Dwa księżyce – słowa mają moc”. W Kazimierzu Dolnym rozgrywa się akcja powieści Wolny Klątwa (2022), która opowiada o mającym miejsce w 1644 roku zalaniu miasta, a także procesie o czary Reginy Zaleskiej. Współpracuje z miejscowym teatrem studyjnym Klepisko, z którym wspólnie zrealizowała trzy przedstawienia: Syn Mistrza (2017), wystawioną na Zamku w Janowcu Rzecz o Poli (2018) oraz plenerową adaptację Zamku F. Kafki. Jest współautorką międzynarodowej wystawy „Pancerne skrzydła” (2018), poświęconej żołnierzom generała Stanisława Maczka, wystawianej m.in. w Muzeum II Wojny Światowej w Gdańsku. Żołnierzem I Dywizji Pancernej był jeden z głównych bohaterów debiutanckiej powieści Wolny Kara. W 2016 i 2017 podróżowała samotnie na Syberię, zbierając materiały do powieści Powrót z Północy. W następnych latach kontynuowała wyprawy do Azji. Ich owocem jest wydany w 2020 roku dziennik z elementami reportażu Pociąg do Tybetu, w którym opisuje podróż koleją z Warszawy aż do Lhasy, w tym przejazd koleją tybetańską. Książka została nominowana do Nagrody im. Beaty Pawlak 2020 oraz otrzymała nagrodę w konkursie Książka Górska Roku 2021 w kategorii literatura podróżnicza i reportaż, przyznawaną podczas Festiwalu Górskiego im. Andrzeja Zawady.
W 2018 Wolny otrzymała belgijską nagrodę literacką Hercule Poirotprijs w kategorii „debiuty” za powieść Księgobójca (De Boekenmoordenaar).
W 2019 ukazała się kolejna powieść Wolny, „Jasność”, w której pisarka, opowiadając o skutkach zmian klimatycznych, nawiązuje do Brexitu. Jest to pierwsza w języku polskim powieść z gatunku climate fiction
Po inwazji Rosji na Ukrainę i ogłoszeniu przez Władimira Putina tzw. częściowej mobilizacji, Wolny jako jedna z nielicznych na świecie autorek, udała się do Rosji. Korespondencje z tego kraju publikowała w Onecie, w Polityce oraz belgijskiej gazecie De Standaard. Była też gościem podcastu Dariusza Rosiaka Raport o stanie świata. Wywiad z Wolny głosami słuchaczy znalazł się wśród najciekawszych audycji roku 2022. W styczniu 2023 Maja Wolny została zatrzymana na granicy polsko-białoruskiej i otrzymała 20-letni zakaz wjazdu na teren Białorusi, który został wydany przez władze Rosji. W październiku 2023 ukazał się dokumentujący te wyprawy reportaż „Pociąg do Imperium. Podróże po współczesnej Rosji”. Książka została nominowana do Nagrody Literackiej im. J. Mackiewicza.

## Powieści
- Kara (Prószyński i S-ka, 2009)
- Dom tysiąca nocy (Prószyński i S-ka, 2010)
- Czarne liście (Wydawnictwo Czarna Owca, 2016) – przekład na język niderlandzki
- Księgobójca (Wydawnictwo Czarna Owca, 2017) – przekład na język niderlandzki – nominacja do Nagrody Wielkiego Kalibru[29]; kryminał
- Powrót z Północy (Wydawnictwo Czarna Owca, 2018) – przekład na język niderlandzki
- Jasność (Wydawnictwo WAM/Mando, 2019)
- Klątwa (Wydawnictwo Świat Książki, 2022)

## Literatura faktu
- Kronika śmierci przedwczesnych (Iskry, 2000) – z Piotrem Sarzyńskim
- Pociąg do Tybetu (Wydawnictwo WAM/Mando, 2020) – przekład na język niderlandzki
- Pociąg do Imperium. Podróże po współczesnej Rosji (Wydawnictwo Marginesy, 2023) - przekład na język niderlandzki[30]

## Audiobooki
- Księgobójca, czyta Maciej Jabłoński (Wydawnictwo Czarna Owca, 2017)
- Czarne liście, czyta Danuta Stenka (Wydawnictwo Wisła Story, 2018)
- Dom tysiąca nocy, czyta Laura Breszka (Wydawnictwo Wisła Story, 2018)
- Powrót z Północy, czyta Wiktoria Gorodeckaja (Wydawnictwo Wisła Story, 2018)
- Jasność, czyta Laura Breszka i Maciej Jabłoński (Wydawnictwo Wisła Story, 2019)
- Pociąg do Tybetu, czyta Paulina Raczyło (Wydawnictwo Wisła Story, 2020)
- Pociąg do Imperium, czyta Anna Szymańczyk (Wydawnictwo Marginesy, 2023)

## Publikacje naukowe
- Język sukcesu we współczesnej polskiej komunikacji publicznej (Wydawnictwo Trio, 2005)

## Nagrody i wyróżnienia
- 2018 – Nagroda Herkulesa Poirota (Hercule Poirotprijs) za Księgobójcę (De Boekenmoordenaar)
- 2020 – Nagroda im. Beaty Pawlak (nominacja) za Pociąg do Tybetu
- 2024 – Nagroda Literacka im. J. Mackiewicza (nominacja)